# Nguyễn Hữu Thí
Nguyễn Hữu Thí (1899 – ?) là bác sĩ người Việt Nam từng giữ chức Bộ trưởng Bộ Tiếp tế trong chính phủ Trần Trọng Kim của Đế quốc Việt Nam từ tháng 4 cho đến tháng 8 năm 1945.

## Tiểu sử
Nguyễn Hữu Thí sinh năm 1899, quê quán Đà Nẵng, Trung Kỳ, Liên bang Đông Dương, lúc thành niên ra Huế và Hà Nội học hành.:330 Sau năm 1923, ông làm bác sĩ ở Phan Thiết cho đến năm 1934 rồi về lại Đà Nẵng mưu sinh.:330
Ngày 9 tháng 3 năm 1945, Đế quốc Nhật tiến hành đảo chính lật đổ ách thống trị của thực dân Pháp trên toàn cõi Đông Dương. Ngày 17 tháng 4 năm 1945, Hoàng đế Bảo Đại đã ban bố đạo dụ số 5 chuẩn y thành phần nội các mới của Trần Trọng Kim.
Ngay khi vừa nhậm chức Thủ tướng, Trần Trọng Kim cũng nhận thức rõ ràng về tầm quan trọng của công tác chống nạn đói, cứu tế dân nghèo ở Trung Kỳ và Bắc Kỳ. Vì vậy, nội các đã lập riêng một bộ gọi là Bộ Tiếp tế do chính Nguyễn Hữu Thí làm Bộ trưởng, có nhiệm vụ chuyên lo liệu việc vận chuyển thóc gạo từ Nam Kỳ ra cứu tế dân đói ngoài Bắc Kỳ. Ngay sau lễ nhậm chức, ông lập tức được cử vào miền Nam tổ chức thu mua thóc gạo, tập trung tại các bến cảng nhỏ để tránh bị không quân Anh, Mỹ oanh tạc, sau đó trưng dụng thuyền nhỏ men theo ven biển chở ngay ra Trung Kỳ và Bắc Kỳ cứu dân đói.
Tuy vậy, thời kỳ ông đảm nhận chức Bộ trưởng Bộ Tiếp tế chỉ được một thời gian ngắn, sau khi Cách mạng Tháng Tám thành công khiến Thủ tướng Trần Trọng Kim cùng toàn thể nội các phải giải thể vào cuối tháng 8 năm 1945, bản thân ông cũng đệ đơn từ chức rồi thu dọn đồ đạc trở về Đà Nẵng và sinh sống tại đây cho đến khi qua đời.:331